# Lucapina philippiana
Lucapina philippiana är en snäckart som först beskrevs av Harold John Finlay 1930.  Lucapina philippiana ingår i släktet Lucapina och familjen nyckelhålssnäckor. Inga underarter finns listade i Catalogue of Life.